# Ранчо-Кукамонга (Калифорния)
Ранчо-Кукамонга (англ. Rancho Cucamonga) — город в округе Сан-Бернардино в южной Калифорнии, США. Численность населения города составляет 165 269 человек (2010). Город находится на юге округа и является третьим по численности населения в границах округа.

## География
Ранчо-Кукамонга находится на 63 километра восточнее Лос-Анджелеса. Вблизи границ города соединяются старое испанское шоссе, шоссе Мохава и шоссе Санта-Фе, образуя знаменитый Route 66.

## История
В 2020 году город был награждён премией «All-America City Award» (с англ. — «Всеамериканский город») присуждаемой Национальной гражданской лигой, которую неофициально называют «Нобелевской премией за конструктивное гражданство» и которая выдается за активную гражданскую позицию жителей некорпоративных сообществ Соединённых Штатов в жизни местного самоуправления.

## Демография
По данным переписи 2010 года Ранчо-Кукамонга имеет население 165 269 человек. В 2000 году здесь проживало всего 127 743 жителя. Плотность населения составляет 1 600/км². В городе проживает 102 401 (62,0%) белых, 15 246 (9,2%) афроамериканцев, 17 208 (10,4%) азиатов. 8 959 человек принадлежит к смешанным расам.

## Экономика
Город является одним из основных центров логистики в регионе. Большие площади в городе заняты под дистрибьюторские центры и маленькие фирмы.

## В культуре
Действие канадского мультсериала «Игги Арбакл» происходит в вымышленном парке-заповеднике Кукамонга. Название парка напрямую связано с городком Ранчо-Кукамонга, в котором вырос автор мультфильма.